# 中華民國媒體列表
中華民國媒體，目前指的是在台澎金馬的報紙、電視、電臺、網路等媒體。

## 主要媒體

### 通訊社
據原行政院新聞局統計，截至2007年9月，台灣有1,260家通訊社，多數集中在臺北市。官方通訊社有：中央通訊社（中央社）、軍事新聞通訊社（軍聞社）、僑務通訊社等。民間通訊社有:人間通訊社、中國經濟通訊社(中經社)、台灣中評通訊社(中評社)、中國時事新聞通訊社(中聞社)、外籍勞工通訊社(外勞社)等。

### 電視
目前台灣的電視普及率接近100%，有線電視的普及率也相當高，達60%（據國家通訊傳播委員會公佈2016年調查資料）。
1993年，中華民國政府制定《有線廣播電視法》來管理台灣快速激增的有線電視系統。1999年2月，《衛星廣播電視法》公佈，開放外國公司營運有線電視，防止有線電視的壟斷性發展。至2004年止，臺灣共有60家本國公司和19家外國公司提供93個和42個衛星頻道。
2005年中，臺灣共有63個有線電視系統。由於便宜的費率（一般約560新台幣/月）加上節目內容的多元，有線電視在台灣相當受歡迎。頻道大多數以中華民國國語和閩南語播出，少數為日語或英語發音。服務特定族群的客家電視台和原住民族電視台在2003年及2005年開播。絕大多數的頻道都是原文發音配上中文字幕。可看的頻道在不同的地區有些微的不同，以下的頻道是大多數地區都可以看到的。
中華民國政府於2012年6月30日收回所有無線類比電視頻道使用權，改為全數位訊號播放。預計2017年完成有線電視系統全數位化，並於2019年完成有線電視頻道全HD放送。

### 無線電廣播
1993年，台灣只有33家廣播公司，今天台灣有178家有註冊的廣播電臺（截至2007年9月止）。如果加上未合法化的「地下電台」，台灣廣播電台的密度，無論是AM調幅還是FM調頻，皆相當驚人。脫口秀、流行音樂、新聞評論、叩應等類型的節目皆受到歡迎。
（下面列出擁有聯播網絡，或知名度較高的電台）

### 報紙
當報禁在1988年剛解除時，台灣只有31家報紙；今天則成長到2,273家報紙（截至2007年9月止），其中包含超過30家全國性報紙與數百家地方性報紙。報紙的選擇很廣，含蓋了大多數不同的政治觀點。

### 雜誌和期刊
1988年時，台灣只有約3,400家雜誌，雜誌出版業共計7,088家（截至2010年7月底止）。雜誌的種類非常多元化，包括商業、政治、娛樂、英文、生活時尚、電腦、健康、烹飪、汽車、女性、教育和旅遊等各類型雜誌。

## 參閱
- 台灣媒體史
- 台灣媒體亂象
- 腳尾米
- 國家通訊傳播委員會
- 臺灣通訊業

## 外部連結
- 國家通訊傳播委員會（页面存档备份，存于）（繁體中文）